# 46-graphe de Grinberg
Le 46-graphe de Grinberg est, en théorie des graphes, un graphe 3-régulier possédant 46 sommets et 69 arêtes.

## Propriétés

### Propriétés générales
Le diamètre du 46-graphe de Grinberg, l'excentricité maximale de ses sommets, est 8, son rayon, l'excentricité minimale de ses sommets, est 6 et sa maille, la longueur de son plus court cycle, est 5. Il s'agit d'un graphe 3-sommet-connexe et d'un graphe 3-arête-connexe, c'est-à-dire qu'il est connexe et que pour le rendre déconnecté il faut le priver au minimum de 3 sommets ou de 3 arêtes.

### Coloration
Le nombre chromatique du 46-graphe de Grinberg est 3. C'est-à-dire qu'il est possible de le colorer avec 3 couleurs de telle façon que deux sommets reliés par une arête soient toujours de couleurs différentes mais ce nombre est minimal. Il n'existe pas de 2-coloration valide du graphe.
L'indice chromatique du 46-graphe de Grinberg est 3. Il existe donc une 3-coloration des arêtes du graphe telles que deux arêtes incidentes à un même sommet soient toujours de couleurs différentes. Ce nombre est minimal.

### Propriétés algébriques
Le groupe d'automorphismes du 46-graphe de Grinberg est un groupe d'ordre 6 isomorphe au groupe symétrique S3.
Le polynôme caractéristique de la matrice d'adjacence du 46-graphe de Grinberg est : {\displaystyle (x-3)(x-1)(x+2)^{2}(x^{2}-x-1)(x^{2}+x-1)(x^{2}+2x-1)^{3}(x^{6}-2x^{5}-8x^{4}+14x^{3}+16x^{2}-22x-5)(x^{13}-2x^{12}-17x^{11}+34x^{10}+103x^{9}-217x^{8}-246x^{7}+621x^{6}+100x^{5}-693x^{4}+281x^{3}+68x^{2}-38x+2)^{2}}